# Barbie Hüvelyk Panna – Még a legkisebbek is képesek nagy csodákra!
A Barbie Hüvelyk Panna – Még a legkisebbek is képesek nagy csodákra! (eredeti cím: Barbie Presents: Thumbelina)  amerikai 3D-s számítógépes animációs film.
Amerikában 2009. március 17-én, Magyarországon április 14-én adták ki DVD-n.

## Szereplők
| Szereplő      | Eredeti hang | Magyar hang  | Leírás |
| ------------- | ------------ | ------------ | ------ |
| Hüvelyk Panna |              | Kántor Kitty |        |